# Liste des communes de Bavière
Cet article recense la liste des communes de Bavière, en Allemagne.

## Statistiques
Au 1er mai 2007, le Land de Bavière comprend 2 056 communes (Gemeinden en allemand). Elles se répartissent de la sorte :
- 315 villes (Städte), dont :
  - 25 villes-arrondissements (kreisfreie Städte) ;
  - 28 grandes villes d'arrondissement (große Kreisstädte) ;
- 382 bourgs (Märkte) ;
- 1 358 autres communes.

En outre, la Bavière comprend 215 zones non-incorporées (gemeindefreie Gebiete) qui n'appartiennent à aucune commune, principalement des forêts et des lacs.

## Liste

### Villes-arrondissements
- Amberg
- Ansbach
- Aschaffenbourg
- Augsbourg
- Bamberg
- Bayreuth
- Cobourg
- Erlangen
- Fürth
- Hof
- Ingolstadt
- Kaufbeuren
- Kempten im Allgäu
- Landshut
- Memmingen
- Munich (capitale)
- Nuremberg
- Passau
- Ratisbonne
- Rosenheim
- Schwabach
- Schweinfurt
- Straubing
- Weiden in der Oberpfalz
- Wurtzbourg

### Grandes villes d'arrondissement
- Bad Kissingen
- Bad Reichenhall
- Dachau
- Deggendorf
- Dillingen
- Dinkelsbühl
- Donauworth
- Eichstätt
- Erding
- Forchheim
- Freising
- Fürstenfeldbruck
- Germering
- Guntzbourg
- Kitzingen
- Kulmbach
- Landsberg am Lech
- Lindau
- Marktredwitz
- Neubourg-sur-le-Danube
- Neumarkt in der Oberpfalz
- Neustadt bei Coburg
- Neu-Ulm
- Nördlingen
- Rothenburg ob der Tauber
- Schwandorf
- Selb
- Traunstein
- Weißenburg in Bayern

### Liste alphabétique complète

#### A
- Abenberg (ville)
- Abensberg (ville)
- Absberg (bourg)
- Abtswind (bourg)
- Achslach
- Adelschlag
- Adelsdorf
- Adelshofen (district de Moyenne-Franconie)
- Adelshofen (district de Haute-Bavière)
- Adelsried
- Adelzhausen
- Adlkofen
- Affing
- Aham
- Aholfing
- Aholming
- Ahorn
- Ahorntal
- Aicha vorm Wald
- Aichach (ville)
- Aichen
- Aidenbach (bourg)
- Aidhausen
- Aiglsbach
- Aindling (bourg)
- Ainring
- Aislingen (bourg)
- Aiterhofen
- Aitrang
- Albaching
- Albertshofen
- Aldersbach
- Alerheim
- Alesheim
- Aletshausen
- Alfeld
- Allersberg (bourg)
- Allershausen
- Alling
- Allmannshofen
- Altdorf (bourg)
- Altdorf bei Nürnberg (ville)
- Alteglofsheim
- Altenbuch
- Altendorf (district de Haute-Franconie)
- Altendorf (district du Haut-Palatinat)
- Altenkunstadt
- Altenmarkt an der Alz
- Altenmünster
- Altenstadt (district de Haute-Bavière)
- Altenstadt (district de Souabe, bourg)
- Altenstadt an der Waldnaab
- Altenthann
- Altertheim
- Altfraunhofen
- Althegnenberg
- Altmannstein (bourg)
- Altomünster (bourg)
- Altötting (ville)
- Altusried (bourg)
- Alzenau (ville)
- Amberg (ville)
- Amberg
- Amerang
- Amerdingen
- Ammerndorf (bourg)
- Ammerthal
- Amorbach (ville)
- Ampfing
- Andechs
- Anger
- Ansbach (ville)
- Antdorf
- Anzing
- Apfeldorf
- Apfeltrach
- Arberg (bourg)
- Aresing
- Arnbruck
- Arnschwang
- Arnstein (ville)
- Arnstorf (bourg)
- Arrach
- Arzberg (ville)
- Asbach-Bäumenheim
- Ascha
- Aschaffenbourg (ville)
- Aschau am Inn
- Aschau im Chiemgau
- Aschheim
- Aßling
- Attenhofen
- Attenkirchen
- Atting
- Au in der Hallertau (bourg)
- Aub (ville)
- Aubstadt
- Auerbach
- Auerbach in der Oberpfalz (ville)
- Aufhausen
- Aufseß
- Augsbourg (ville)
- Auhausen
- Aura an der Saale
- Aura im Sinngrund
- Aurach
- Aurachtal
- Außernzell
- Aying
- Aystetten

#### B
- Baar
- Baar-Ebenhausen
- Babenhausen (bourg)
- Babensham
- Bach an der Donau
- Bachhagel
- Bächingen an der Brenz
- Bad Abbach (bourg)
- Bad Aibling (ville)
- Bad Alexandersbad
- Bad Bayersoien
- Bad Berneck im Fichtelgebirge (ville)
- Bad Birnbach (bourg)
- Bad Bocklet (bourg)
- Bad Brückenau (ville)
- Bad Endorf (bourg)
- Bad Feilnbach
- Bad Füssing
- Bad Griesbach im Rottal (ville)
- Bad Grönenbach (bourg)
- Bad Heilbrunn
- Bad Hindelang (bourg)
- Bad Kissingen (ville)
- Bad Kohlgrub
- Bad Königshofen im Grabfeld (ville)
- Bad Kötzting (ville)
- Bad Neustadt an der Saale (ville)
- Bad Reichenhall (ville)
- Bad Rodach (ville)
- Bad Staffelstein (ville)
- Bad Steben (bourg)
- Bad Tölz (ville)
- Bad Wiessee
- Bad Windsheim (ville)
- Bad Wörishofen (ville)
- Baierbach
- Baierbrunn
- Baiern
- Baiersdorf (ville)
- Baisweil
- Balderschwang
- Balzhausen
- Bamberg (ville)
- Barbing
- Bärnau (ville)
- Bastheim
- Baudenbach (bourg)
- Baunach (ville)
- Bayerbach
- Bayerbach bei Ergoldsbach
- Bayerisch Eisenstein
- Bayerisch Gmain
- Bayreuth (ville)
- Bayrischzell
- Bechhofen (bourg)
- Bechtsrieth
- Beilngries (ville)
- Bellenberg
- Benediktbeuern
- Benningen
- Beratzhausen (bourg)
- Berching (ville)
- Berchtesgaden (bourg)
- Berg (district de Haute-Bavière)
- Berg (district de Haute-Franconie)
- Berg bei Neumarkt in der Oberpfalz
- Berg im Gau
- Bergen (district de Haute-Bavière)
- Bergen (district de Moyenne-Franconie)
- Bergheim
- Bergkirchen
- Berglern
- Bergrheinfeld
- Bergtheim
- Bernau am Chiemsee
- Bernbeuren
- Berngau
- Bernhardswald
- Bernried
- Bernried am Starnberger See
- Bessenbach
- Betzenstein (ville)
- Betzigau
- Beutelsbach
- Biberbach (bourg)
- Bibertal
- Biburg
- Bichl
- Bidingen
- Biebelried
- Bieberehren
- Biessenhofen
- Bindlach
- Binswangen
- Birgland
- Birkenfeld
- Bischberg
- Bischbrunn
- Bischofsgrün
- Bischofsheim an der Rhön (ville)
- Bischofsmais
- Bischofswiesen
- Bissingen (bourg)
- Blaibach
- Blaichach
- Blankenbach
- Blindheim
- Böbing
- Bobingen (ville)
- Böbrach
- Bockhorn
- Bodenkirchen
- Bodenmais (bourg)
- Bodenwöhr
- Bodolz
- Bogen (ville)
- Böhen
- Böhmfeld
- Bolsterlang
- Bonstetten
- Boos
- Brand
- Brannenburg
- Breitbrunn (district de Basse-Franconie)
- Breitbrunn am Chiemsee
- Breitenberg
- Breitenbrunn (district du Haut-Palatinat, bourg)
- Breitenbrunn (district de Souabe)
- Breitengüßbach
- Breitenthal
- Brennberg
- Bruck (district de Haute-Bavière)
- Bruck in der Oberpfalz (bourg)
- Bruckberg (district de Basse-Bavière)
- Bruckberg (district de Moyenne-Franconie)
- Bruckmühl (bourg)
- Brunn
- Brunnen
- Brunnthal
- Bubenreuth
- Bubesheim
- Buch (bourg)
- Buch am Buchrain
- Buch am Erlbach
- Buch am Wald
- Buchbach (bourg)
- Buchbrunn
- Buchdorf
- Büchenbach
- Buchenberg (bourg)
- Buchhofen
- Büchlberg
- Buchloe (ville)
- Buckenhof
- Bundorf
- Burgau (ville)
- Burgberg im Allgäu
- Burgbernheim (ville)
- Burgebrach (bourg)
- Burggen
- Burghaslach (bourg)
- Burghausen (ville)
- Burgheim (bourg)
- Burgkirchen an der Alz
- Burgkunstadt (ville)
- Burglauer
- Burglengenfeld (ville)
- Burgoberbach
- Burgpreppach (bourg)
- Burgsalach
- Burgsinn (bourg)
- Bürgstadt (bourg)
- Burgthann
- Burgwindheim (bourg)
- Burk
- Burkardroth (bourg)
- Burtenbach (bourg)
- Buttenheim (bourg)
- Buttenwiesen
- Bütthard (bourg)
- Buxheim (district de Haute-Bavière)
- Buxheim (district de Souabe)

#### C
- Cadolzburg (bourg)
- Castell
- Cham (ville)
- Chamerau
- Chieming
- Chiemsee
- Cobourg (ville)
- Collenberg
- Colmberg (bourg)
- Creußen (ville)

#### D
- Dachau (ville)
- Dachsbach (bourg)
- Daiting
- Dammbach
- Dasing
- Deggendorf (ville)
- Deining
- Deiningen
- Deisenhausen
- Denkendorf
- Denklingen
- Dentlein am Forst (bourg)
- Dettelbach (ville)
- Deuerling
- Diebach
- Diedorf (bourg)
- Diespeck
- Dießen am Ammersee (bourg)
- Dietenhofen (bourg)
- Dietersburg
- Dietersheim
- Dieterskirchen
- Dietfurt an der Altmühl (ville)
- Dietmannsried (bourg)
- Dietramszell
- Dillingen (ville)
- Dingolfing (ville)
- Dingolshausen
- Dinkelsbühl (ville)
- Dinkelscherben (bourg)
- Dirlewang (bourg)
- Dittelbrunn
- Dittenheim
- Döhlau
- Dollnstein (bourg)
- Dombühl (bourg)
- Donaustauf (bourg)
- Donauworth (ville)
- Donnersdorf
- Dorfen (ville)
- Dörfles-Esbach
- Dorfprozelten
- Dormitz
- Drachselsried
- Duggendorf
- Durach
- Dürrlauingen (bourg)
- Dürrwangen

#### E
- Ebelsbach
- Ebensfeld (bourg)
- Eberfing
- Ebermannsdorf
- Ebermannstadt (ville)
- Ebern (ville)
- Ebersberg (ville)
- Ebersdorf bei Coburg
- Ebershausen
- Ebnath
- Ebrach (bourg)
- Eching (Basse-Bavière)
- Eching (Haute-Bavière)
- Eching am Ammersee
- Eckental (bourg)
- Eckersdorf
- Edelsfeld
- Ederheim
- Edling
- Effeltrich
- Egenhofen
- Egg an der Günz
- Eggenfelden (ville)
- Eggenthal
- Egglham
- Egglkofen
- Eggolsheim (bourg)
- Eggstätt
- Eging am See (bourg)
- Eglfing
- Egling
- Egling an der Paar
- Egloffstein (bourg)
- Egmating
- Egweil
- Ehekirchen
- Ehingen (district de Moyenne-Franconie)
- Ehingen (district de Souabe)
- Ehingen am Ries
- Eibelstadt (ville)
- Eichenau
- Eichenbühl
- Eichendorf (bourg)
- Eichstätt (ville)
- Eiselfing
- Eisenberg
- Eisenheim (bourg)
- Eisingen
- Eitensheim
- Eitting
- Elchingen
- Elfershausen (bourg)
- Ellgau
- Ellingen (ville)
- Ellzee
- Elsendorf
- Elsenfeld (bourg)
- Eltmann (ville)
- Emersacker
- Emmering (arrondissement d'Ebersberg, district de Haute-Bavière)
- Emmering (arrondissement de Fürstenfeldbruck, district de Haute-Bavière)
- Emmerting
- Emskirchen (bourg)
- Emtmannsberg
- Engelsberg
- Engelthal
- Ensdorf
- Eppenschlag
- Eppishausen
- Erbendorf (ville)
- Erding (ville)
- Erdweg
- Eresing
- Ergersheim
- Ergolding (bourg)
- Ergoldsbach (bourg)
- Erharting
- Ering
- Erkheim (bourg)
- Erlabrunn
- Erlangen (ville)
- Erlbach
- Erlenbach am Main (ville)
- Erlenbach bei Marktheidenfeld
- Ermershausen
- Ernsgaden
- Eschau (bourg)
- Eschenbach in der Oberpfalz (ville)
- Eschenlohe
- Eschlkam (bourg)
- Eslarn (bourg)
- Esselbach
- Essenbach (bourg)
- Essing (bourg)
- Estenfeld
- Ettal
- Ettenstatt
- Ettringen
- Etzelwang
- Etzenricht
- Euerbach
- Euerdorf (bourg)
- Eurasburg (district de Haute-Bavière)
- Eurasburg (district de Souabe)
- Eußenheim

#### F
- Fahrenzhausen
- Falkenberg (district de Basse-Bavière)
- Falkenberg (district du Haut-Palatinat, bourg)
- Falkenfels
- Falkenstein (bourg)
- Farchant
- Faulbach
- Feichten an der Alz
- Feilitzsch
- Feldafing
- Feldkirchen (district de Basse-Bavière)
- Feldkirchen (district de Haute-Bavière)
- Feldkirchen-Westerham
- Fellen
- Fellheim
- Fensterbach
- Feucht (bourg)
- Feuchtwangen (ville)
- Fichtelberg
- Finning
- Finningen
- Finsing
- Fischach (bourg)
- Fischbachau
- Fischen im Allgäu
- Flachslanden (bourg)
- Fladungen (ville)
- Flintsbach am Inn
- Floß (bourg)
- Flossenbürg
- Forchheim (ville)
- Forheim
- Forstern
- Forstinning
- Frammersbach (bourg)
- Frankenwinheim
- Frasdorf
- Frauenau
- Frauenneuharting
- Fraunberg
- Freihung (bourg)
- Freilassing (ville)
- Freising (ville)
- Fremdingen
- Frensdorf
- Freudenberg
- Freystadt (ville)
- Freyung (ville)
- Frickenhausen am Main (bourg)
- Fridolfing
- Friedberg (ville)
- Friedenfels
- Friesenried
- Frontenhausen (bourg)
- Fuchsmühl (bourg)
- Fuchsstadt
- Fuchstal
- Fünfstetten
- Fürsteneck
- Fürstenfeldbruck (ville)
- Fürstenstein
- Fürstenzell (bourg)
- Furth
- Furth im Wald (ville)
- Fürth (ville)
- Füssen (ville)

#### G
- Gablingen
- Gachenbach
- Gädheim
- Gaimersheim (bourg)
- Gaißach
- Gallmersgarten
- Gammelsdorf
- Gangkofen (bourg)
- Garching an der Alz
- Garching bei München (ville)
- Garmisch-Partenkirchen (bourg)
- Gars am Inn (bourg)
- Gattendorf
- Gaukönigshofen
- Gauting
- Gebenbach
- Gebsattel
- Gefrees (ville)
- Geiersthal
- Geiselbach
- Geiselhöring (ville)
- Geiselwind (bourg)
- Geisenfeld (ville)
- Geisenhausen (bourg)
- Gelchsheim (bourg)
- Geldersheim
- Geltendorf
- Gemünden am Main (ville)
- Genderkingen
- Georgenberg
- Georgensgmünd
- Gerach
- Geratskirchen
- Gerbrunn
- Geretsried (ville)
- Gerhardshofen
- Germaringen
- Germering (ville)
- Geroda (bourg)
- Geroldsgrün
- Geroldshausen
- Gerolfingen
- Gerolsbach
- Gerolzhofen (ville)
- Gersthofen (ville)
- Gerzen
- Gesees
- Geslau
- Gessertshausen
- Gestratz
- Giebelstadt (bourg)
- Gilching
- Glashütten
- Glattbach
- Gleiritsch
- Gleißenberg
- Glonn (bourg)
- Glött
- Gmund am Tegernsee
- Gnotzheim (bourg)
- Gochsheim
- Goldbach (bourg)
- Goldkronach (ville)
- Gollhofen
- Görisried
- Gössenheim
- Gößweinstein (bourg)
- Gotteszell
- Gottfrieding
- Graben
- Grabenstätt
- Gräfelfing
- Grafenau (ville)
- Gräfenberg (ville)
- Gräfendorf
- Grafengehaig (bourg)
- Grafenrheinfeld
- Grafenwiesen
- Grafenwöhr (ville)
- Grafing bei München (ville)
- Grafling
- Grafrath
- Grainau
- Grainet
- Grasbrunn
- Grassau (bourg)
- Grattersdorf
- Greding (ville)
- Greifenberg
- Greiling
- Gremsdorf
- Grettstadt
- Greußenheim
- Griesstätt
- Gröbenzell
- Großaitingen
- Großbardorf
- Großeibstadt
- Großenseebach
- Großhabersdorf
- Großheirath
- Großheubach (bourg)
- Großkarolinenfeld
- Großlangheim (bourg)
- Großmehring
- Großostheim (bourg)
- Großwallstadt
- Großweil
- Grub am Forst
- Grünenbach
- Grünwald
- Gstadt am Chiemsee
- Gundelfingen an der Donau (ville)
- Gundelsheim
- Gundremmingen
- Güntersleben
- Guntzbourg (ville)
- Günzach
- Gunzenhausen (ville)
- Guteneck
- Gutenstetten
- Guttenberg

#### H
- Haag
- Haag an der Amper
- Haag in Oberbayern (bourg)
- Haar
- Haarbach
- Habach
- Hafenlohr
- Hagelstadt
- Hagenbüchach
- Hahnbach (bourg)
- Haibach (district de Basse-Bavière)
- Haibach (district de Basse-Franconie)
- Haidmühle
- Haimhausen
- Haiming
- Hainsfarth
- Halblech
- Haldenwang (arrondissement de Guntzbourg, district de Souabe)
- Haldenwang (arrondissement d'Oberallgäu, district de Souabe)
- Halfing
- Hallbergmoos
- Hallerndorf
- Hallstadt (ville)
- Halsbach
- Hammelburg (ville)
- Happurg
- Harburg (ville)
- Harsdorf
- Hartenstein
- Haselbach
- Hasloch
- Haßfurt (ville)
- Hattenhofen
- Haundorf
- Haunsheim
- Hausen (district de Basse-Bavière)
- Hausen (arrondissement de Miltenberg, district de Basse-Franconie)
- Hausen (district de Haute-Franconie)
- Hausen (arrondissement de Rhön-Grabfeld, district de Basse-Franconie)
- Hausen bei Würzburg
- Hausham
- Hauzenberg (ville)
- Hawangen
- Hebertsfelden
- Hebertshausen
- Heideck (ville)
- Heidenheim (bourg)
- Heigenbrücken
- Heiligenstadt (bourg)
- Heilsbronn (ville)
- Heimbuchenthal
- Heimenkirch (bourg)
- Heimertingen
- Heinersreuth
- Heinrichsthal
- Heldenstein
- Helmbrechts (ville)
- Helmstadt (bourg)
- Hemau (ville)
- Hemhofen
- Hemmersheim
- Hendungen
- Henfenfeld
- Hengersberg (bourg)
- Hepberg
- Herbstadt
- Heretsried
- Hergatz
- Hergensweiler
- Heroldsbach
- Heroldsberg (bourg)
- Herrieden (ville)
- Herrngiersdorf
- Herrsching am Ammersee
- Hersbruck (ville)
- Herzogenaurach (ville)
- Heßdorf
- Hettenshausen
- Hettstadt
- Hetzles
- Heustreu
- Hilgertshausen-Tandern
- Hilpoltstein (ville)
- Hiltenfingen
- Hiltpoltstein (bourg)
- Himmelkron
- Himmelstadt
- Hinterschmiding
- Hirschaid (bourg)
- Hirschau (ville)
- Hirschbach
- Hitzhofen
- Höchberg (bourg)
- Höchheim
- Hochstadt am Main
- Höchstadt an der Aisch (ville)
- Höchstädt an der Donau (ville)
- Höchstädt im Fichtelgebirge
- Hof (ville)
- Hofheim in Unterfranken (ville)
- Hofkirchen (bourg)
- Hofstetten
- Hohenaltheim
- Hohenau
- Hohenberg an der Eger (ville)
- Hohenbrunn
- Hohenburg (bourg)
- Hohenfels (bourg)
- Hohenfurch
- Hohenkammer
- Höhenkirchen-Siegertsbrunn
- Hohenlinden
- Hohenpeißenberg
- Hohenpolding
- Hohenroth
- Hohenthann
- Hohenwart (bourg)
- Hohenwarth
- Hollenbach
- Hollfeld (ville)
- Hollstadt
- Holzgünz
- Holzheim (arrondissement de Danube-Ries, district de Souabe)
- Holzheim (arrondissement de Dillingen, district de Souabe)
- Holzheim (arrondissement de Neu-Ulm, district de Souabe)
- Holzheim am Forst
- Holzkirchen (district de Basse-Franconie)
- Holzkirchen (district de Haute-Bavière, bourg)
- Hopferau
- Horgau
- Hörgertshausen
- Hösbach (bourg)
- Höslwang
- Höttingen
- Huglfing
- Huisheim
- Hummeltal
- Hunderdorf
- Hunding
- Hurlach
- Hutthurm (bourg)

#### I
- Ichenhausen (ville)
- Icking
- Iffeldorf
- Igensdorf (bourg)
- Iggensbach
- Igling
- Ihrlerstein
- Illertissen (ville)
- Illesheim
- Illschwang
- Ilmmünster
- Immenreuth
- Immenstadt im Allgäu (ville)
- Inchenhofen (bourg)
- Ingenried
- Ingolstadt (ville)
- Innernzell
- Inning am Ammersee
- Inning am Holz
- Insingen
- Inzell
- Iphofen (ville)
- Ippesheim (bourg)
- Ipsheim (bourg)
- Irchenrieth
- Irlbach
- Irschenberg
- Irsee (bourg)
- Isen (bourg)
- Ismaning
- Issigau
- Itzgrund

#### J
- Jachenau
- Jandelsbrunn
- Jengen
- Jesenwang
- Jettenbach
- Jettingen-Scheppach (bourg)
- Jetzendorf
- Johannesberg
- Johanniskirchen
- Julbach

#### K
- Kahl am Main
- Kaisheim (bourg)
- Kalchreuth
- Kallmünz (bourg)
- Kaltental (bourg)
- Kammeltal
- Kammerstein
- Kammlach
- Karbach (bourg)
- Karlsfeld
- Karlshuld
- Karlskron
- Karlstadt-sur-le-Main (ville)
- Karlstein am Main
- Karsbach
- Kasendorf (bourg)
- Kastl (arrondissement d'Amberg-Sulzbach, district du Haut-Palatinat, bourg)
- Kastl (district de Haute-Bavière)
- Kastl (arrondissement de Tirschenreuth, district du Haut-Palatinat)
- Kaufbeuren (ville)
- Kaufering
- Kelheim (ville)
- Kellmünz an der Iller (bourg)
- Kemmern
- Kemnath (ville)
- Kempten im Allgäu (ville)
- Kettershausen
- Kiefersfelden
- Kienberg
- Kinding (bourg)
- Kinsau
- Kipfenberg (bourg)
- Kirchanschöring
- Kirchberg
- Kirchberg im Wald
- Kirchdorf (district de Basse-Bavière)
- Kirchdorf (district de Haute-Bavière)
- Kirchdorf an der Amper
- Kirchdorf am Inn
- Kirchdorf im Wald
- Kirchehrenbach
- Kirchendemenreuth
- Kirchenlamitz (ville)
- Kirchenpingarten
- Kirchensittenbach
- Kirchenthumbach (bourg)
- Kirchham
- Kirchhaslach
- Kirchheim (Basse-Franconie)
- Kirchheim bei München
- Kirchheim in Schwaben (bourg)
- Kirchlauter
- Kirchroth
- Kirchseeon (bourg)
- Kirchweidach
- Kirchzell (bourg)
- Kissing
- Kist
- Kitzingen (ville)
- Kleinaitingen
- Kleinheubach (bourg)
- Kleinkahl
- Kleinlangheim (bourg)
- Kleinostheim
- Kleinrinderfeld
- Kleinsendelbach
- Kleinwallstadt (bourg)
- Klingenberg am Main (ville)
- Klosterlechfeld
- Knetzgau
- Kochel am See
- Köditz
- Ködnitz
- Köfering
- Kohlberg (bourg)
- Kolbermoor (ville)
- Kolitzheim
- Kollnburg
- Königsberg in Bayern (ville)
- Königsbrunn (ville)
- Königsdorf
- Königsfeld
- Königsmoos
- Königstein (bourg)
- Konnersreuth (bourg)
- Konradsreuth
- Konzell
- Kösching (bourg)
- Kößlarn (bourg)
- Kottgeisering
- Kötz
- Kraftisried
- Kraiburg am Inn (bourg)
- Krailling
- Kranzberg
- Kreuth
- Kreuzwertheim (bourg)
- Krombach
- Kronach (ville)
- Kronburg
- Kröning
- Krumbach (ville)
- Krummennaab
- Krün
- Kühbach (bourg)
- Kühlenthal
- Kulmain
- Kulmbach (ville)
- Kumhausen
- Kümmersbruck
- Kunreuth
- Künzing
- Kupferberg (ville)
- Küps (bourg)
- Kürnach
- Kutzenhausen

#### L
- Laaber (bourg)
- Laberweinting
- Lachen
- Lalling
- Lam (bourg)
- Lamerdingen
- Landau an der Isar (ville)
- Landensberg
- Landsberg am Lech (ville)
- Landsberied
- Landshut (ville)
- Langdorf
- Langenaltheim
- Langenbach
- Langenfeld
- Langenmosen
- Langenneufnach
- Langenpreising
- Langensendelbach
- Langenzenn (ville)
- Langerringen
- Langfurth
- Langquaid (bourg)
- Langweid am Lech
- Lappersdorf (bourg)
- Lauben (arrondissement d'Oberallgäu, district de Souabe)
- Lauben (arrondissement d'Unterallgäu, district de Souabe)
- Laudenbach
- Lauf an der Pegnitz (ville)
- Laufach
- Laufen (ville)
- Laugna
- Lauingen (Donau) (ville)
- Lauter
- Lauterhofen (bourg)
- Lautertal
- Lautrach
- Lechbruck am See
- Legau (bourg)
- Lehrberg (bourg)
- Leiblfing
- Leidersbach
- Leinach
- Leinburg
- Leipheim (ville)
- Lengdorf
- Lengenwang
- Lenggries
- Lenting
- Leonberg
- Leuchtenberg (bourg)
- Leupoldsgrün
- Leutenbach
- Leutershausen (ville)
- Lichtenau (bourg)
- Lichtenberg (ville)
- Lichtenfels (ville)
- Lindau (ville)
- Lindberg
- Lindenberg im Allgäu (ville)
- Lisberg
- Litzendorf
- Lohberg
- Lohkirchen
- Lohr am Main (ville)
- Loiching
- Loitzendorf
- Lonnerstadt (bourg)
- Ludwigschorgast (bourg)
- Ludwigsstadt (ville)
- Luhe-Wildenau (bourg)
- Lülsfeld
- Lupburg (bourg)
- Lutzingen

#### M
- Mähring (bourg)
- Maierhöfen
- Maihingen
- Mainaschaff
- Mainbernheim (ville)
- Mainburg (ville)
- Mainleus (bourg)
- Mainstockheim
- Maisach
- Maitenbeth
- Malching
- Malgersdorf
- Mallersdorf-Pfaffenberg (bourg)
- Mammendorf
- Mamming
- Manching (bourg)
- Mantel (bourg)
- Margetshöchheim
- Mariaposching
- Marklkofen
- Marktbergel (bourg)
- Markt Berolzheim (bourg)
- Marktbreit (ville)
- Markt Bibart (bourg)
- Markt Einersheim (bourg)
- Markt Erlbach (bourg)
- Marktgraitz (bourg)
- Marktheidenfeld (ville)
- Markt Indersdorf (bourg)
- Marktl (bourg)
- Marktleugast (bourg)
- Marktleuthen (ville)
- Markt Nordheim (bourg)
- Marktoberdorf (ville)
- Marktoffingen
- Marktredwitz (ville)
- Markt Rettenbach (bourg)
- Marktrodach (bourg)
- Marktschellenberg (bourg)
- Marktschorgast (bourg)
- Markt Schwaben (bourg)
- Marktsteft (ville)
- Markt Taschendorf (bourg)
- Markt Wald (bourg)
- Marktzeuln (bourg)
- Marloffstein
- Maroldsweisach (bourg)
- Marquartstein
- Martinsheim
- Marxheim
- Marzling
- Maßbach (bourg)
- Massing (bourg)
- Mauern
- Mauerstetten
- Mauth
- Maxhütte-Haidhof (ville)
- Medlingen
- Meeder
- Megesheim
- Mehlmeisel
- Mehring
- Meinheim
- Meitingen (bourg)
- Mellrichstadt (ville)
- Memmelsdorf
- Memmingen (ville)
- Memmingerberg
- Mengkofen
- Merching
- Mering (bourg)
- Merkendorf (ville)
- Mertingen
- Mespelbrunn
- Metten (bourg)
- Mettenheim
- Michelau in Oberfranken
- Michelau im Steigerwald
- Michelsneukirchen
- Mickhausen
- Miesbach (ville)
- Miltach
- Miltenberg (ville)
- Mindelheim (ville)
- Mindelstetten
- Mintraching
- Missen-Wilhams
- Mistelbach
- Mistelgau
- Mitteleschenbach
- Mittelneufnach
- Mittelsinn
- Mittelstetten
- Mittenwald (bourg)
- Mitterfels (bourg)
- Mitterskirchen
- Mitterteich (ville)
- Mitwitz (bourg)
- Mödingen
- Möhrendorf
- Mömbris (bourg)
- Mömlingen
- Mönchberg (bourg)
- Mönchsdeggingen
- Mönchsroth
- Monheim (ville)
- Moorenweis
- Moos
- Moosach
- Moosbach (bourg)
- Moosburg an der Isar (ville)
- Moosinning
- Moosthenning
- Mörnsheim (bourg)
- Motten
- Möttingen
- Mötzing
- Mühldorf am Inn (ville)
- Mühlhausen (district de Moyenne-Franconie, bourg)
- Mühlhausen (district du Haut-Palatinat)
- Muhr am See
- Münchberg (ville)
- Münchsmünster
- Münchsteinach
- Munich (ville, capitale du Land)
- Münnerstadt (ville)
- Munningen
- Münsing
- Münster
- Münsterhausen (bourg)
- Murnau am Staffelsee (bourg)

#### N
- Nabburg (ville)
- Nagel
- Naila (ville)
- Nandlstadt (bourg)
- Nassenfels (bourg)
- Nennslingen (bourg)
- Nersingen
- Nesselwang (bourg)
- Neualbenreuth (bourg)
- Neubeuern (bourg)
- Neubiberg
- Neubrunn (bourg)
- Neubourg-sur-le-Danube (ville)
- Neuburg an der Kammel (bourg)
- Neuburg am Inn
- Neuching
- Neudrossenfeld
- Neuendettelsau
- Neuendorf
- Neuenmarkt
- Neufahrn bei Freising
- Neufahrn in Niederbayern
- Neufraunhofen
- Neuhaus an der Pegnitz (bourg)
- Neuhaus am Inn
- Neuhof an der Zenn (bourg)
- Neuhütten
- Neukirchen
- Neukirchen beim Heiligen Blut (bourg)
- Neukirchen bei Sulzbach-Rosenberg
- Neukirchen-Balbini (bourg)
- Neukirchen vorm Wald
- Neumarkt in der Oberpfalz (ville)
- Neumarkt-Sankt Veit (ville)
- Neunburg vorm Wald (ville)
- Neunkirchen
- Neunkirchen am Brand (bourg)
- Neunkirchen am Sand
- Neuötting (ville)
- Neureichenau
- Neuried
- Neusäß (ville)
- Neuschönau
- Neusitz
- Neusorg
- Neustadt am Kulm (ville)
- Neustadt am Main
- Neustadt an der Aisch (ville)
- Neustadt an der Donau (ville)
- Neustadt an der Waldnaab (ville)
- Neustadt bei Coburg (ville)
- Neutraubling (ville)
- Neu-Ulm (ville)
- Niederaichbach
- Niederalteich
- Niederbergkirchen
- Niederfüllbach
- Niederlauer
- Niedermurach
- Niedernberg
- Niederrieden
- Niederschönenfeld
- Niedertaufkirchen
- Niederviehbach
- Niederwerrn
- Niederwinkling
- Nittenau (ville)
- Nittendorf (bourg)
- Nonnenhorn
- Nordendorf
- Nordhalben (bourg)
- Nordheim am Main
- Nordheim vor der Rhön
- Nördlingen (ville)
- Nüdlingen
- Nuremberg (ville)
- Nußdorf
- Nußdorf am Inn

#### O
- Oberammergau
- Oberasbach (ville)
- Oberau
- Oberaudorf
- Oberaurach
- Oberbergkirchen
- Oberdachstetten
- Oberding
- Oberdolling
- Oberelsbach (bourg)
- Obergriesbach
- Obergünzburg (bourg)
- Oberhaching
- Oberhaid
- Oberhausen (arrondissement de Neuburg-Schrobenhausen)
- Oberhausen (arrondissement de Weilheim-Schongau)
- Oberickelsheim
- Oberkotzau (bourg)
- Oberleichtersbach
- Obermaiselstein
- Obermeitingen
- Obermichelbach
- Obernbreit (bourg)
- Obernburg am Main (ville)
- Oberndorf am Lech
- Oberneukirchen
- Obernzell (bourg)
- Obernzenn (bourg)
- Oberostendorf
- Oberottmarshausen
- Oberpframmern
- Oberpleichfeld
- Oberpöring
- Oberreichenbach
- Oberreute
- Oberrieden
- Oberroth
- Oberscheinfeld (bourg)
- Oberschleißheim
- Oberschneiding
- Oberschönegg
- Oberschwarzach (bourg)
- Oberschweinbach
- Obersinn (bourg)
- Obersöchering
- Oberstaufen (bourg)
- Oberstdorf (bourg)
- Oberstreu
- Obersüßbach
- Obertaufkirchen
- Oberthulba (bourg)
- Obertraubling
- Obertrubach
- Oberviechtach (ville)
- Obing
- Ochsenfurt (ville)
- Odelzhausen
- Oerlenbach
- Oettingen in Bayern (ville)
- Offenberg
- Offenhausen
- Offingen (bourg)
- Ofterschwang
- Ohlstadt
- Ohrenbach
- Olching
- Opfenbach
- Ornbau (ville)
- Ortenburg (bourg)
- Osterberg
- Osterhofen (ville)
- Osterzell
- Ostheim vor der Rhön (ville)
- Ottenhofen
- Ottensoos
- Otterfing
- Otting
- Ottobeuren (bourg)
- Ottobrunn
- Otzing
- Oy-Mittelberg

#### P
- Pähl
- Painten (bourg)
- Palling
- Pappenheim (ville)
- Parkstein (bourg)
- Parkstetten
- Parsberg (ville)
- Partenstein
- Passau (ville)
- Pastetten
- Patersdorf
- Paunzhausen
- Pechbrunn
- Pegnitz (ville)
- Peißenberg (bourg)
- Peiting (bourg)
- Pemfling
- Pentling
- Penzberg (ville)
- Penzing
- Perach
- Perasdorf
- Perkam
- Perlesreut (bourg)
- Petersaurach
- Petersdorf
- Petershausen
- Pettendorf
- Petting
- Pettstadt
- Pfaffenhausen (bourg)
- Pfaffenhofen an der Glonn
- Pfaffenhofen an der Ilm (ville)
- Pfaffenhofen an der Roth (bourg)
- Pfaffing
- Pfakofen
- Pfarrkirchen (ville)
- Pfarrweisach
- Pfatter
- Pfeffenhausen
- Pfofeld
- Pförring (bourg)
- Pforzen
- Pfreimd (ville)
- Pfronten
- Philippsreut
- Piding
- Pielenhofen
- Pilsach
- Pilsting (bourg)
- Pinzberg
- Pirk
- Pittenhart
- Planegg
- Plankenfels
- Plattling (ville)
- Plech (bourg)
- Pleinfeld (bourg)
- Pleiskirchen
- Pleß
- Pleystein (ville)
- Pliening
- Plößberg (bourg)
- Pocking (ville)
- Pöcking
- Poing
- Pollenfeld
- Polling (arrondissement de Mühldorf am Inn)
- Polling (arrondissement de Weilheim-Schongau)
- Polsingen
- Pommelsbrunn
- Pommersfelden
- Poppenhausen
- Poppenricht
- Pörnbach
- Pösing
- Postau
- Postbauer-Heng (bourg)
- Postmünster
- Pottenstein (ville)
- Pöttmes (bourg)
- Poxdorf
- Prackenbach
- Prebitz
- Prem
- Pressath (ville)
- Presseck (bourg)
- Pressig (bourg)
- Pretzfeld (bourg)
- Prichsenstadt (ville)
- Prien am Chiemsee (bourg)
- Priesendorf
- Prittriching
- Prosselsheim
- Prutting
- Püchersreuth
- Puchheim
- Pullach im Isartal
- Pullenreuth
- Pürgen
- Puschendorf
- Putzbrunn
- Pyrbaum (bourg)

#### R
- Rain (district de Basse-Bavière)
- Rain (district de Souabe, ville)
- Raisting
- Raitenbuch
- Ramerberg
- Rammingen
- Ramsau bei Berchtesgaden
- Ramsthal
- Randersacker (bourg)
- Rannungen
- Rattelsdorf (bourg)
- Rattenberg
- Rattenkirchen
- Rattiszell
- Raubling
- Rauhenebrach
- Rechtenbach
- Rechtmehring
- Reckendorf
- Rednitzhembach
- Redwitz an der Rodach
- Regen (ville)
- Ratisbonne (ville)
- Regenstauf (bourg)
- Regnitzlosau
- Rehau (ville)
- Rehling
- Reichenbach (district de Haute-Franconie)
- Reichenbach (district du Haut-Palatinat)
- Reichenberg (bourg)
- Reichenschwand
- Reichersbeuern
- Reichertshausen
- Reichertsheim
- Reichertshofen (bourg)
- Reichling
- Reimlingen
- Reisbach (bourg)
- Reischach
- Reit im Winkl
- Remlingen (bourg)
- Rennertshofen (bourg)
- Rentweinsdorf (bourg)
- Rettenbach (district du Haut-Palatinat)
- Rettenbach (district de Souabe)
- Rettenbach am Auerberg
- Rettenberg
- Retzstadt
- Reut
- Reuth bei Erbendorf
- Ried
- Riedbach
- Rieden (district du Haut-Palatinat, bourg)
- Rieden (district de Souabe)
- Rieden am Forggensee
- Riedenberg
- Riedenburg (ville)
- Riedenheim
- Riedering
- Riegsee
- Riekofen
- Rieneck (ville)
- Rimbach (district de Basse-Bavière)
- Rimbach (district du Haut-Palatinat)
- Rimpar (bourg)
- Rimsting
- Rinchnach
- Ringelai
- Röckingen
- Rödelmaier
- Rödelsee
- Roden
- Rödental (ville)
- Roding (ville)
- Röfingen
- Roggenburg
- Rögling
- Rohr (Moyenne-Franconie)
- Rohr in Niederbayern (bourg)
- Rohrbach
- Rohrdorf
- Rohrenfels
- Röhrmoos
- Röhrnbach (bourg)
- Röllbach
- Ronsberg (bourg)
- Rosenheim (ville)
- Röslau
- Roßbach
- Roßhaupten
- Roßtal (bourg)
- Roth (ville)
- Röthenbach (Souabe)
- Röthenbach an der Pegnitz (ville)
- Rothenbuch
- Rothenburg ob der Tauber (ville)
- Rothenfels (ville)
- Röthlein
- Rott (Landsberg am Lech)
- Rott am Inn
- Rottach-Egern
- Röttenbach (arrondissement d'Erlangen-Höchstadt, district de Moyenne-Franconie)
- Röttenbach (arrondissement de Roth, district de Moyenne-Franconie)
- Rottenbuch
- Rottenburg an der Laaber (ville)
- Rottendorf
- Rotthalmünster (bourg)
- Röttingen (ville)
- Rötz (ville)
- Rückersdorf
- Rückholz
- Rudelzhausen
- Rüdenau
- Rüdenhausen (bourg)
- Ruderatshofen
- Ruderting
- Rugendorf
- Rügland
- Ruhmannsfelden (bourg)
- Ruhpolding
- Ruhstorf an der Rott
- Runding

#### T
- Tacherting
- Taching am See
- Tagmersheim
- Tann (bourg)
- Tännesberg (bourg)
- Tapfheim
- Tauberrettersheim
- Taufkirchen (arrondissement de Mühldorf am Inn, district de Haute-Bavière)
- Taufkirchen (arrondissement de Munich, district de Haute-Bavière)
- Taufkirchen (Vils) (arrondissement d'Erding, district de Haute-Bavière)
- Tegernheim
- Tegernsee (ville)
- Teisendorf (bourg)
- Teising
- Teisnach (bourg)
- Tettau (bourg)
- Tettenweis
- Teublitz (ville)
- Teugn
- Teunz
- Teuschnitz (ville)
- Thaining
- Thalmassing
- Thalmässing (bourg)
- Thannhausen (ville)
- Thanstein
- Theilenhofen
- Theilheim
- Theisseil
- Theres
- Thierhaupten (bourg)
- Thiersheim (bourg)
- Thierstein (bourg)
- Thundorf in Unterfranken
- Thüngen (bourg)
- Thüngersheim
- Thurmansbang
- Thurnau (bourg)
- Thyrnau
- Tiefenbach (district du Haut-Palatinat)
- Tiefenbach (arrondissement de Landshut, district de Basse-Bavière)
- Tiefenbach (arrondissement de Passau, district de Basse-Bavière)
- Tirschenreuth (ville)
- Titting (bourg)
- Tittling (bourg)
- Tittmoning (ville)
- Todtenweis
- Töging am Inn (ville)
- Töpen
- Trabitz
- Train
- Traitsching
- Trappstadt (bourg)
- Traunreut (ville)
- Traunstein (ville)
- Trausnitz
- Trautskirchen
- Trebgast
- Treffelstein
- Treuchtlingen (ville)
- Triefenstein (bourg)
- Triftern (bourg)
- Trogen
- Tröstau
- Trostberg (ville)
- Trunkelsberg
- Tschirn
- Tuchenbach
- Tuntenhausen
- Türkenfeld
- Türkheim (bourg)
- Tussenhausen (bourg)
- Tüßling (bourg)
- Tutzing
- Tyrlaching

#### U
- Übersee
- Üchtelhausen
- Uffenheim (ville)
- Uffing am Staffelsee
- Uehlfeld (bourg)
- Uettingen
- Ungerhausen
- Unsleben
- Unterammergau
- Unterdießen
- Unterdietfurt
- Unteregg
- Unterföhring
- Untergriesbach (bourg)
- Unterhaching
- Unterleinleiter
- Untermeitingen
- Untermerzbach
- Unterneukirchen
- Unterpleichfeld
- Unterreit
- Unterroth
- Unterschleißheim (ville)
- Unterschwaningen
- Untersiemau
- Untersteinach
- Unterthingau (bourg)
- Unterwössen
- Untrasried
- Ursberg
- Ursensollen
- Urspringen
- Ustersbach
- Uttenreuth
- Utting am Ammersee

#### V
- Vachendorf
- Valley
- Vaterstetten
- Veitsbronn
- Veitshöchheim
- Velburg (ville)
- Velden (district de Basse-Bavière, bourg)
- Velden (district de Moyenne-Franconie, ville)
- Vestenbergsgreuth (bourg)
- Viechtach (ville)
- Viereth-Trunstadt
- Vierkirchen
- Vilgertshofen
- Villenbach
- Vilsbiburg (ville)
- Vilseck (ville)
- Vilsheim
- Vilshofen an der Donau (ville)
- Vogtareuth
- Vohburg an der Donau (ville)
- Vohenstrauß (ville)
- Vöhringen (ville)
- Volkach (ville)
- Volkenschwand
- Vorbach
- Vorra

#### W
- Waakirchen
- Waal (bourg)
- Wachenroth (bourg)
- Wackersberg
- Wackersdorf
- Waffenbrunn
- Waging am See (bourg)
- Waidhaus
- Waidhofen
- Waigolshausen
- Waischenfeld (ville)
- Wald (district du Haut-Palatinat)
- Wald (district de Souabe)
- Waldaschaff
- Waldbrunn
- Waldbüttelbrunn
- Walderbach
- Waldershof (ville)
- Waldkirchen (ville)
- Waldkraiburg (ville)
- Waldmünchen (ville)
- Waldsassen (ville)
- Waldstetten (bourg)
- Waldthurn (bourg)
- Walkertshofen
- Wallenfels (ville)
- Wallerfing
- Wallersdorf (bourg)
- Wallerstein (bourg)
- Wallgau
- Walpertskirchen
- Walsdorf
- Waltenhausen
- Waltenhofen
- Walting
- Wang
- Warmensteinach
- Warngau
- Wartenberg (bourg)
- Wartmannsroth
- Wasserburg am Inn (ville)
- Wasserburg (Bodensee)
- Wasserlosen
- Wassertrüdingen (ville)
- Wattendorf
- Wechingen
- Wegscheid (bourg)
- Wehringen
- Weibersbrunn
- Weichering
- Weichs
- Weiden in der Oberpfalz (ville)
- Weidenbach (bourg)
- Weidenberg (bourg)
- Weidhausen bei Coburg
- Weiding (arrondissement de Cham, district du Haut-Palatinat)
- Weiding (arrondissement de Schwandorf, district du Haut-Palatinat)
- Weigendorf
- Weigenheim
- Weihenzell
- Weiherhammer
- Weihmichl
- Weil
- Weilbach (bourg)
- Weiler-Simmerberg (bourg)
- Weilersbach
- Weilheim in Oberbayern (ville)
- Weiltingen (bourg)
- Weisendorf (bourg)
- Weismain (ville)
- Weißdorf
- Weißenbrunn
- Weißenburg in Bayern (ville)
- Weißenhorn (ville)
- Weißenohe
- Weißensberg
- Weißenstadt (ville)
- Weitnau (bourg)
- Weitramsdorf
- Welden (bourg)
- Wellheim (bourg)
- Wemding (ville)
- Wendelstein (bourg)
- Weng
- Wenzenbach
- Wernberg-Köblitz (bourg)
- Werneck (bourg)
- Wertach (bourg)
- Wertingen (ville)
- Weßling
- Wessobrunn
- Westendorf (arrondissement d'Augsbourg, district de Souabe)
- Westendorf (arrondissement d'Ostallgäu, district de Souabe)
- Westerheim
- Westerngrund
- Westheim
- Wettringen
- Wettstetten
- Weyarn
- Wiedergeltingen
- Wielenbach
- Wiesau (bourg)
- Wiesen
- Wiesenbach
- Wiesenbronn
- Wiesenfelden
- Wiesent
- Wiesenthau
- Wiesentheid (bourg)
- Wiesenttal (bourg)
- Wieseth
- Wiesthal
- Wiggensbach (bourg)
- Wilburgstetten
- Wildenberg
- Wildflecken (bourg)
- Wildpoldsried
- Wildsteig
- Wilhelmsdorf
- Wilhelmsthal
- Wilhermsdorf (bourg)
- Willanzheim (bourg)
- Willmars
- Willmering
- Windach
- Windberg
- Windelsbach
- Windischeschenbach (ville)
- Windorf (bourg)
- Windsbach (ville)
- Winhöring
- Winkelhaid
- Winklarn
- Winterbach
- Winterhausen
- Winterrieden
- Winzer (bourg)
- Wipfeld
- Wirsberg
- Wittelshofen
- Wittibreut
- Wittislingen (bourg)
- Witzmannsberg
- Wolfersdorf
- Wolferstadt
- Wolfertschwenden
- Wolframs-Eschenbach (ville)
- Wolfratshausen (ville)
- Wolfsegg
- Wollbach
- Wolnzach (bourg)
- Wonfurt
- Wonneberg
- Wonsees (bourg)
- Woringen
- Wörnitz
- Wörth (Haute-Bavière)
- Wörth am Main (ville)
- Wörth an der Donau (ville)
- Wörth an der Isar
- Wörthsee
- Wülfershausen an der Saale
- Wunsiedel (ville)
- Wurmannsquick (bourg)
- Wurmsham
- Wurtzbourg (ville)

#### Z
- Zachenberg
- Zandt
- Zangberg
- Zapfendorf (bourg)
- Zeil am Main (ville)
- Zeilarn
- Zeitlarn
- Zeitlofs (bourg)
- Zell
- Zell im Fichtelgebirge (bourg)
- Zell am Main (bourg)
- Zellingen (bourg)
- Zenting
- Ziemetshausen (bourg)
- Ziertheim
- Zirndorf (ville)
- Zolling
- Zorneding
- Zöschingen
- Zusamaltheim
- Zusmarshausen (bourg)
- Zwiesel (ville)